# Mount Carmel, Pennsylvania
Mount Carmel là một thị trấn thuộc quận Northumberland, tiểu bang Pennsylvania, Hoa Kỳ. Năm 2010, dân số của thị trấn này là 5893 người.